# Амбалавау
Амбалавау (малаг. Ambalavao) — город на Мадагаскаре. Расположен на юго-востоке района Верхняя Мациатра, в одноимённом округе в провинции Фианаранцуа, в 56 км к югу от города Фианаранцуа. Город находится в межгорной долине. Среднегодовая температура в районе Амбалавау составляет 20°С. По данным на начало 2012 года население города составляет 31 217 человек; данные переписи 1993 года сообщают о населении 19 714 человек.
Амбалавау интересен своей застройкой — домами с деревянными балконами и верандами, украшенными резными узорами. Город является одним из крупнейших рынков зебу в стране.

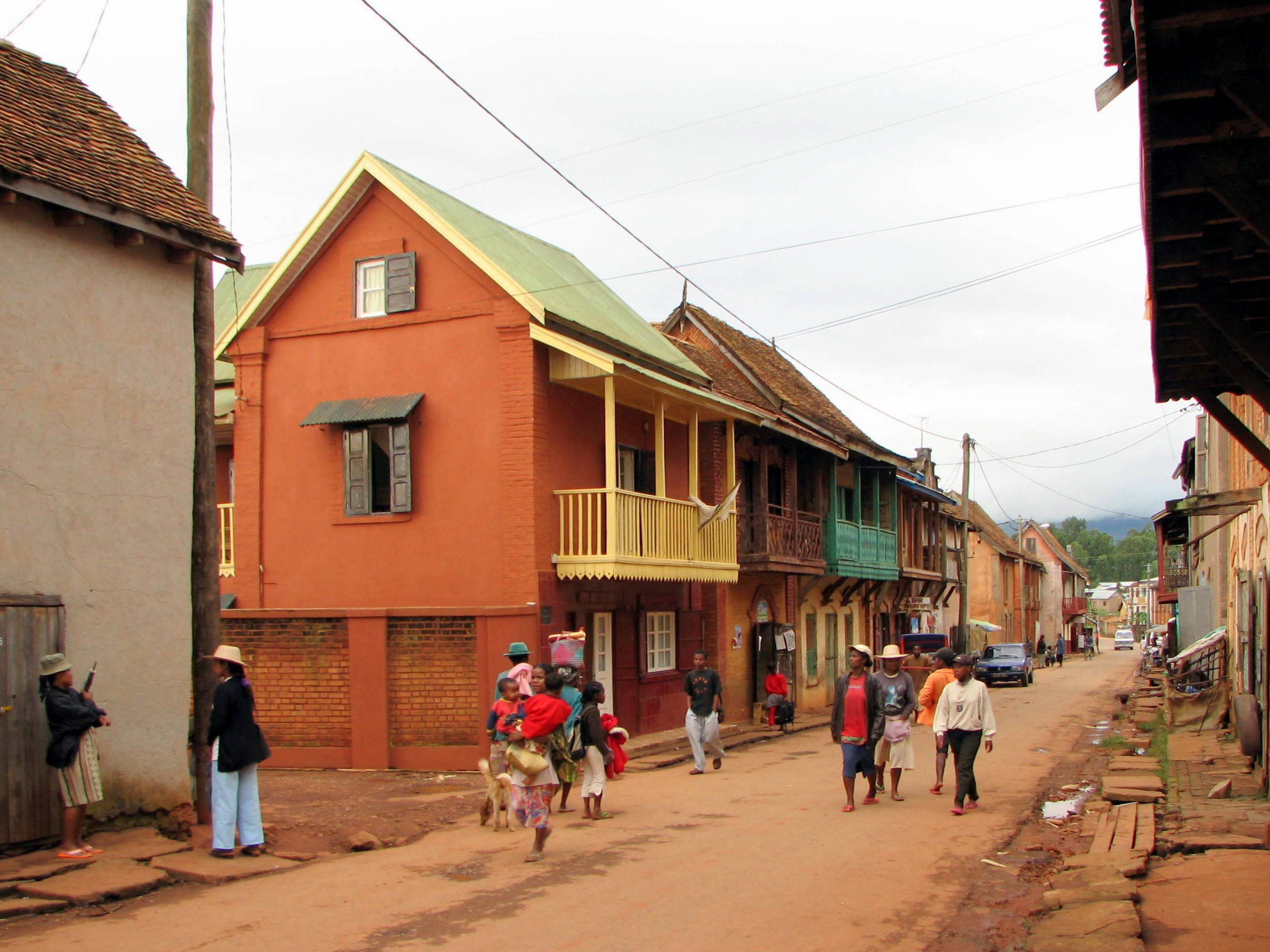
Главная улица города
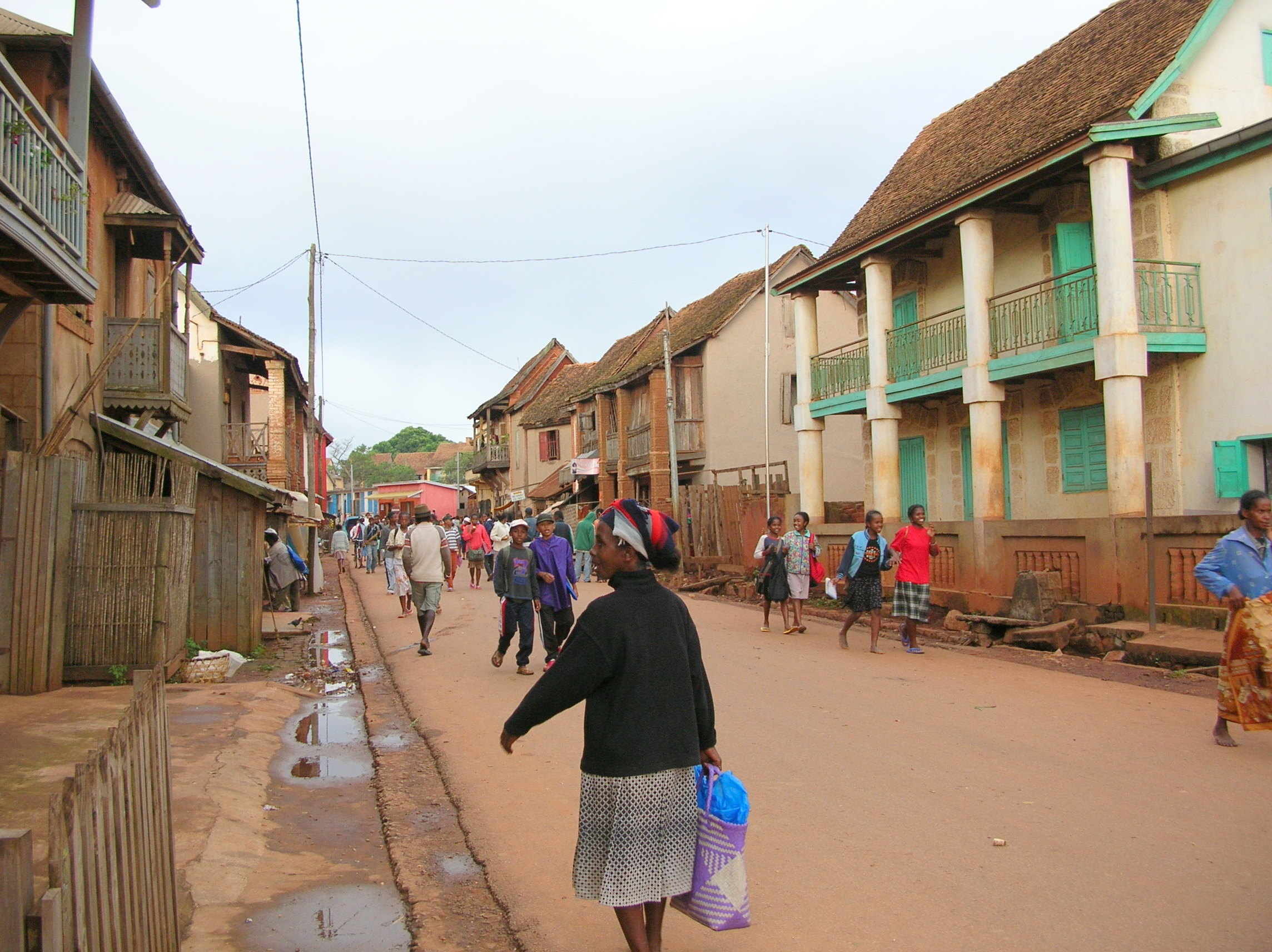
Улица в Амбавалау